# Pallavolo ai XIX Giochi del Mediterraneo
La pallavolo ai XIX Giochi del Mediterraneo si è disputata durante la XIX edizione dei Giochi del Mediterraneo, che si è svolta a Orano nel 2022.

## Podi
| Evento                         | Oro     | Argento | Bronzo |
| Pallavolo maschile (dettagli)  | Croazia | Spagna  | Italia |
| Pallavolo femminile (dettagli) | Italia  | Turchia | Serbia |